# Corenc
Corenc este o comună în departamentul Isère din sud-estul Franței. În 2009 avea o populație de 3.803 de locuitori.

## Evoluția populației
| An        | 1975  | 1982  | 1990  | 1999  | 2006  | 2009  |
| --------- | ----- | ----- | ----- | ----- | ----- | ----- |
| Populație | 3.029 | 3.138 | 3.356 | 3.856 | 3.784 | 3.803 |